# Client de xarxa
Un client de xarxa o client software, en una xarxa de computadors, és l'entitat de programari que realitza les peticions de servei als proveïdors d'aquest.
D'aquesta manera, un client de xarxa llançarà peticions en forma de missatges a un servidor de xarxa que les processarà. Després d'aquest procés, el servidor transmetrà la resposta al client.